# Plastyka Heinekego-Mikulicza
Plastyka Heinekego-Mikulicza, pyloroplastyka – odtworzenie drożności kanału odźwiernikowego przez wykonanie podłużnego cięcia odźwiernika i jego poprzeczne zszycie. 
Zabieg ten jest wykonywany po wagotomii pniowej w leczeniu chirurgicznym choroby wrzodowej. Przecięcie nerwu błędnego w wagotomii zaburza motorykę żołądka i uniemożliwia naturalne jego opróżnianie. Niezbędne jest więc udrożnienie kanału odźwiernika za pomocą pyloroplastyki.
Nazwa zabiegu pochodzi od nazwisk dwóch chirurgów: Hermanna Heinekego (1834–1901) oraz Jana Mikulicza-Radeckiego (1850–1905).